# نيكولاس زالازار
نيكولاس زالازار (بالإسبانية: Nicolás Zalazar)‏ هو لاعب كرة قدم أرجنتيني في مركز الدفاع، ولد في 29 يناير 1997 في بوينس آيرس في الأرجنتين. لعب مع نادي سان لورينزو.

## وصلات خارجية
- نيكولاس زالازار على موقع اتحاد تركيا (لاعب) (الإنجليزية)
- نيكولاس زالازار على موقع قاعدة بيانات كرة القدم.إي يو (الإنجليزية)
- نيكولاس زالازار على موقع Soccerway.com (الإنجليزية)